# Colin Crouch

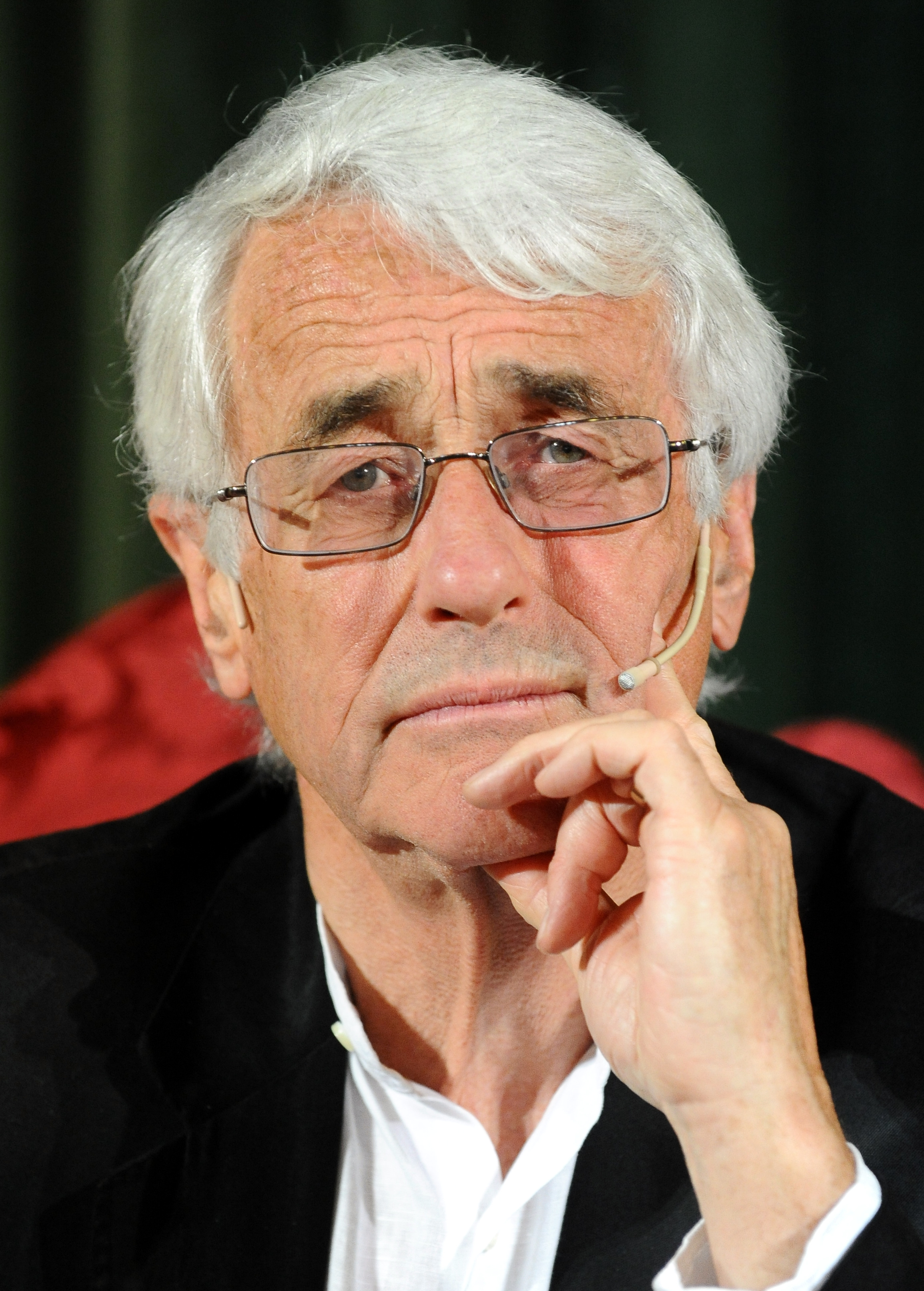
Colin Crouch (2013)

Colin Crouch (* 1944 in London-Isleworth) ist ein britischer Politikwissenschaftler und Soziologe. Mit seiner zeitdiagnostischen Arbeit zur Postdemokratie und dem gleichnamigen Buch wurde er international bekannt.

## Werdegang
Nach seinem Schulabschluss arbeitete Crouch vier Jahre lang als Journalist, bevor er 1965 ein Soziologiestudium an der London School of Economics (LSE) begann, das er 1969 mit einem Bachelor of Arts abschloss. Anschließend schrieb er seine Dissertation (Ph.D.) am Nuffield College in Oxford. Die Studentenunruhen und die zeitweilige Besetzung der LSE in den Jahren 1967 und 1968 erlebte er als gewählter Präsident der Students’ union. Über diese Erfahrungen schrieb er sein erstes Buch The Student Revolt (1970).
Seine akademische Karriere begann er 1972 als Lecturer zunächst an der University of Bath; er setzte sie fort als Lecturer und Reader für das Fach Soziologie an seiner Ausbildungsstätte LSE (1973–1985).
Von 1985 bis 1994 war er Fellow des Trinity College in Oxford und zugleich Professor für Soziologie an der University of Oxford. Von 1995 bis 2004 lehrte und forschte er als Professor für Comparative Social Institutions am Europäischen Hochschulinstitut in Florenz (EUI). Seit 2005 ist er Professor für Governance and Public Management an der University of Warwick. Seit 2005 ist er außerdem Fellow der British Academy.
Am Max-Planck-Institut für Gesellschaftsforschung in Köln ist er seit 1997 „Auswärtiges Wissenschaftliches Mitglied“. Für sein Buch Das befremdliche Überleben des Neoliberalismus. Postdemokratie II erhielt Crouch 2012 den Literaturpreis Das politische Buch der Friedrich-Ebert-Stiftung.

## Thesen
2004 veröffentlichte Crouch das Werk Post-Democracy, 2008 auf Deutsch unter dem Titel Postdemokratie. Unter einem idealtypischen postdemokratischen politischen System versteht er „ein Gemeinwesen, in dem zwar nach wie vor Wahlen abgehalten werden. Es sind Wahlen, die sogar dazu führen können, daß Regierungen ihren Abschied nehmen müssen, in dem allerdings konkurrierende Teams professioneller PR-Experten die öffentliche Debatte während der Wahlkämpfe so stark kontrollieren, daß sie zu einem reinen Spektakel verkommt, bei dem man nur über eine Reihe von Problemen diskutiert, die die Experten zuvor ausgewählt haben. Die Mehrheit der Bürger spielt dabei eine passive, schweigende, ja sogar apathische Rolle, sie reagieren nur auf die Signale, die man ihnen gibt. Im Schatten dieser politischen Inszenierung wird die reale Politik hinter verschlossenen Türen gemacht: von gewählten Regierungen und Eliten, die vor allem die Interessen der Wirtschaft vertreten.“
Zur Beruhigung der Massen werde eine Scheindemokratie als Showveranstaltung inszeniert.
Crouch warf im Jahr 2008 der Politik des Neoliberalismus vor: „Je mehr sich der Staat aus der Fürsorge für das Leben der normalen Menschen zurückzieht und zuläßt, daß diese in politische Apathie versinken, desto leichter können Wirtschaftsverbände ihn – mehr oder minder unbemerkt – zu einem Selbstbedienungsladen machen. In der Unfähigkeit, dies zu erkennen, liegt die fundamentale Naivität des neoliberalen Denkens.“
In seinem Buch Jenseits des Neoliberalismus. Ein Plädoyer für soziale Gerechtigkeit von 2013 schrieb Crouch über die Rolle der Sozialdemokratie für Politik, Wirtschaft und Gesellschaft. Er bezog sich dabei überwiegend auf die Bewegung, die soziale und demokratische Entwicklungen in kapitalistischen Gesellschaften durchsetzt. „Crouch will der europäischen Sozialdemokratie Selbstbewusstsein geben und Klarheit über ihre Aufgaben verschaffen.“ Die Zähmung der selbstzerstörerischen Tendenzen des Kapitalismus sieht er als große Erfolgsgeschichte der Sozialdemokratie. Er erkennt aber auch die Probleme der sozialdemokratischen Parteien und richtet an sie einen „Weckruf“, ihre Rolle zu erkennen und wahrzunehmen.
Durch seine Veröffentlichungen ist Crouch laut taz zum „vielleicht wichtigsten intellektuellen Kronzeugen der Sozialdemokratie für mehr staatliche Regulation geworden“.
In seinem 2015 erschienenen Buch Die bezifferte Welt kritisierte Crouch die Ökonomisierung vieler Lebensbereiche, wodurch mächtige Privatunternehmen entstünden:

„Unter dieser Machtfülle hat in besonderem Maße das demokratische Gemeinwesen zu leiden, denn zuverlässige Informationen sind sein Lebenselixier. Sobald die Inhaber großer Einflusssphären über die Macht verfügen, Informationen zu unterschlagen oder die Öffentlichkeit mit einseitigen, irreführenden oder sonstwie manipulierten Informationen zu versorgen, wird das betroffene Gemeinwesen zur Geisel ihrer Eigeninteressen.“

Der Frankfurter Wirtschaftshistoriker Werner Plumpe kritisierte 2015 in einer Rezension für die Frankfurter Allgemeine Zeitung, Crouch schreibe das Konzept des New Public Management undifferenziert einem „aus dem Hut gezauberten Neoliberalismus“ zu, wo es doch schlicht um die Effizienzkontrolle eines kostentreibenden Sozialstaates gehe.
Im Februar 2017, wenige Wochen nach dem Amtsantritt von Donald Trump als US-Präsident, setzte sich Crouch mit der neuartigen Form des Nationalismus auseinander, die die Globalisierung und die Lebensart vieler Menschen in westlichen Staaten infrage stellt.

## Veröffentlichungen

### Schriften
- The Student Revolt. Bodley Head, London 1970.
- Class Conflict and the Industrial Relations Crisis. Heineman, London 1977.
- (Hrsg. mit Alessandro Pizzorno) The Resourgence of Class Conflict in Western Europe since 1968. 2 Bände. Palgrave Macmillan UK. London 1978.
- The Politics of Industrial Relations. Fontana 1979.
- Trade Unions: The Logic of Collective Action. Fontana 1982.
- Industrial Relations and European State Traditions. Clarendon Press, Oxford 1993.
- (Hrsg. mit Wolfgang Streeck) The Political Economy of Modern Capitalism: Mapping Convergence and Diversity. 1997.
- Coping with Post-Democracy. Fabian Society. 2000.
- Post-democracy. Polity, Cambridge 2005, ISBN 0-7456-3314-5.
  - deutsch: Postdemokratie., aus dem Englischen von Nikolaus Gramm, Suhrkamp, Frankfurt am Main 2008, ISBN 978-3-518-12540-3.
- The Strange Non-death of Neo-liberalism. John Wiley & Sons, Hoboken 2011, ISBN 978-0-7456-5221-4.
  - deutsch: Das befremdliche Überleben des Neoliberalismus. Postdemokratie II, Suhrkamp, Berlin 2011, ISBN 978-3-518-42274-8.
- Making Capitalism Fit for Society. Polity, Cambridge 2013.
  - deutsch: Jenseits des Neoliberalismus. Ein Plädoyer für soziale Gerechtigkeit. Passagen, Wien 2013, ISBN 978-3-7092-0067-4.
- Markt und Moral. Im Gespräch mit Peter Engelmann. Herausgegeben von Peter Engelmann, übersetzt von Georg Bauer. Passagen, Wien 2014, ISBN 978-3-7092-0110-7.
- The Knowledge Corrupters. Hidden Consequences of the Financial Takeover of Public Life. Polity Press, Cambridge 2015, ISBN 978-0-7456-6985-4.
  - deutsch: Die bezifferte Welt: Wie die Logik der Finanzmärkte das Wissen bedroht. (Postdemokratie III). Suhrkamp, Berlin 2015, ISBN 978-3-518-42505-3.
- Der Kampf um die Globalisierung, Passagen Verlag, Wien 2018, ISBN 978-3-7092-0301-9.
- Can neoliberalism be saved from itself?
  - deutsch: Ist der Neoliberalismus noch zu retten?, aus dem Englischen von Frank Jakubzik, Suhrkamp, Berlin 2018, ISBN 978-3-518-46942-2.
- Die Superreichen gefährden die Demokratie, aus dem Englischen auf Zeit.de vom 5. Juni 2019
- Will the Gig Economy Prevail? Polity, Cambridge 2019.
  - deutsch: Gig Economy. Prekäre Arbeit im Zeitalter von Uber, Minijobs & Co., Suhrkamp, Berlin 2019, ISBN 978-3-518-12742-1.
- Postdemokratie revisited, Suhrkamp, Berlin 2021, ISBN 978-3-5181-2761-2, Leseprobe

### Interviews
- Vortrag und Diskussion im Bruno Kreisky Forum, Wien, 5. März 2009. In: Postdemocracy kreisky-forum.org (PDF; 243 kB)
- Postdemocracy – Interview with Colin Crouch. In: nonapartofthegame.eu, 2011
- We Are Living in a Postdemocracy. In: dw-world.de, Deutsche Welle 2008
- Ein schizophrener Moment. In: taz.de, taz 2008
- We can’t beat the monster, but we can be little flies that irritate it. In: Powision.de, Powision 2013
- Images of Post-democracy. In: kritische berichte 4/2014, Postdemokratie, hg. von Matthias Bruhn und Nikola Doll, S. 7–12.
- Ohne EU stürzt die Welt ins Chaos. In: derstandard.at, Der Standard 2016
- Sozialdemokratie: Die prekäre Rolle der Sozialdemokraten, Frankfurter Rundschau, 23. Mai 2016